# Jeroni Alomar
Jeroni Alomar Poquet (Llubí, Baleares, 1894-Palma de Mallorca, 7 de junio de 1937) fue un sacerdote español que desempeñó su labor pastoral en la isla de Mallorca. Fue ejecutado por el bando sublevado durante la guerra civil española.

## Biografía
Procedía de una familia acomodada y conservadora. Se ordenó sacerdote en 1917. Era aficionado a los libros y se interesó en actividades tan diversas como investigar la forma de descubrir agua en el subsuelo o conocer el mundo de las telecomunicaciones para lo que llegó a realizar un curso de transmisor por correspondencia, en inglés, con Estados Unidos.
Su hermano Francesc, a pesar de sus orígenes familiares, se afilió a Acción Republicana y acabó militando a partir de 1934 en Esquerra Republicana Balear. En los inicios de la guerra civil fue detenido tras el fracasado intento de recuperar Mallorca por las fuerzas republicanas de mediados de agosto de 1936. Jeroni, entonces coadjutor de Llubí, inició inmediatamente todo tipo de gestiones para intentar liberar a su hermano. Envió una carta a Mateo Torres nuevo gobernador civil nombrado por los sublevados tras el triunfo del golpe de Estado de julio de 1936 en la isla. Este le contestó que su hermano había militado en partidos republicanos y «como comprenderá, con estos antecedentes no es posible atender a su natural, humana y lógica petición».
Las gestiones realizadas para liberar a su hermano —llegó a presentar una denuncia pero el obispo de Mallorca le exigió que la retirara— levantaron las sospechas de las nuevas autoridades. Se pidieron informes al Ayuntamiento de Llubí controlado por la Falange local y al superior de Jeroni, el cura párroco, que no fueron favorables. Le llegaron a acusar de que mediante un retransmisor había contactado con los republicanos. Así que fue detenido y sometido a un consejo de guerra que se celebró el 12 de mayo de 1937 y que lo condenó a muerte. El 7 de junio fue conducido al cementerio de Palma donde fue fusilado junto con otros dos reos. El obispo de Mallorca José Miralles y Sbert no hizo nada para salvarle, aunque al parecer en el último minuto envió a su capellán de honor para pedir clemencia pero llegó tarde. En un informe posterior el obispo calificó al padre Jeroni Alomar como «díscolo» e «izquierdista», justificando su asesinato.
En el momento de ser fusilado gritó: «Paz y Justicia. ¡Viva Cristo Rey!». Un tío suyo, Gabriel Alomar que actuó como su defensor legal, lo acompañó hasta el último momento y estuvo presente en el fusilamiento. Lo enterraron en un tumba que el propio Gabriel Alomar había adquirido. No se celebró ningún funeral en su pueblo ni su muerte apareció reseñada en el Boletín Oficial Eclesiástico del Obispado. Los falangistas confiscaron la casa que la familia Alomar tenía en La Puebla y la convirtieron en un cuartel.
Su hermano Francesc pasó el resto de la guerra en prisión.
Por las mismas fechas de la ejecución de Jeroni Alomar otro clérigo mallorquín, Antoni Rosselló Sabater, fue condenado a treinta años de cárcel tras ser acusado de izquierdista porque su hermano era el alcalde republicano de Buñola.